# Petralinci
Petralinci (macedónul: Петралинци) település Észak-Macedóniában, a Délkeleti körzet Boszilovói járásában.

## Népesség
| Lakosok száma | 176  | 231  | 330  | 420  | 588  | 585  | 600  | 605  | 478  |
|               | 1948 | 1953 | 1961 | 1971 | 1981 | 1991 | 1994 | 2002 | 2021 |

2002-ben 605 lakosa volt, akik közül 602 macedón és 3 egyéb nemzetiségű.